# András Arató
András István Arató (Kőszeg, 1945 -) és un enginyer elèctric hongarès. Conegut per haver-se creat un fenomen meme a Internet anomenat "Hide the pain Harold" amb el seu retrat que formava part d'un stock d'imatges.
El 2019, Coca-Cola va escollir Harold com a cara per a la seva campanya publicitària a Hongria.

## Carrera professional
El 1969 es va graduar a la Facultat d'Enginyeria Elèctrica de la Universitat de Tecnologia de Budapest.
Des del 1975 és membre de l'Associació Electrotècnica d'Hongria. Del 1997 al 2010, també va ser vicepresident de la Világítástechnikai Társaság (en català Societat de la Il·luminació).
Ha treballat al departament d'il·luminació de Magyar Elektrotechnikai Ellenőrző Intézet (l'institut hongarès de control electrotècnic) (MEEI), a una fàbrica d'aparells elèctrics i materials (EKA), i a Siemens Rt.-nek és a Holux Fényrendszer Kft.-nek. Avui dia viu a Budapest. Està casat i el seu fill és arquitecte.

## Obra
- El 13 de maig de 1999 va publicar el seu informe Világítástechnika sobre il·luminació.[4]
- Világítástechnikai kislexikon / [szerk. Arató András et al.]; [közr. a] Világítástechnikai Társaság. Budapest, 2001. 136 p. (Újabb közreadás 2015, lásd http://mek.oszk.hu/14000/14024)
- Belsőtéri világításról üzemeltetőknek : : kiegészítés a "Világítástechnika" c. kiadványhoz / [... összeáll. Nagy János]; [... közrem. Arató András et al.]; [szerk. EGI Energiagazdálkodási Részvénytársaság]. Budapest : EGI, 2001. 46 p. ill.
- Társszerzője a Közvilágítási kézikönyvnek. Kiad. a MEE Világítástechnikai Társaság, Magyar Világítástechnikáért Alapítvány, 2009. 310 p. ill., részben színes. Munkáinak listája a MOKKA katalógus nyomán készült.

### Articles
- «A MEE VILÁGÍTÁSTECHNIKAI TÁRSASÁG HÍRLEVELE». Fény, 1-2011, pàg. 7.

## Premis, agraïments
El 2002 va rebre el premi János Urbanek de l'Associació Electrotècnica d'Hongria i el 2010 va rebre el Premi Miksa Déri.

## Personatge de Harold
Navegant per la llavors existent xarxa social hongaresa iWiW va conèixer un fotògraf de stocks d'imatges l'any 2010, i hi va accedir a fer-se un parell de fotos per l'arxiu fotogràfic anomenat Dreamstime. L'any 2011, els mems de les seves fotografies van començar a difondre's a Internet, a causa del distintiu somriure aparentment dolorós d'Arató. Aquí se li va posar el sobrenom de: "Hide the pain Harold" (Oculta el dolor Harold). El 2016, va revelar oficialment la seva identitat al grup pain_harold de la xarxa social VKontakte.